# Sven Budelmann
Sven Budelmann (* 30. November 1973 in Bremen) ist ein deutscher Filmeditor.

## Leben
Nach seinem Schulabschluss begann Sven Budelmann 1993 ein Praktikum in einer Bremer Filmproduktion. Ab 1994 war er als freischaffender Editor bei Produktionen von Imagefilmen und Dokumentationen tätig.
Für David Jazays Horrorkomödie Kiss My Blood (1998) arbeitete er erstmals an einem Spielfilm. Er zog nach Berlin und arbeitete dort als Editor von Werbeclips, Musikvideos und weiteren Spielfilmen. So war er verantwortlich für den Schnitt von Musikvideos für u. a. Rammstein, Turntablerocker, Deichkind, Die Toten Hosen, Madonna, Garbage und The Rasmus. Besonders geprägt wurde Budelmanns Karriere durch die Zusammenarbeit mit Regisseur Philipp Stölzl, der einige der von Budelmann geschnittenen Werbeclips und Musikvideos inszenierte. Beide arbeiteten auch an den Kinofilmen Baby (2004), Nordwand (2008), Goethe! (2010) und Der Medicus (2013) zusammen. 2014 wirkte Budelmann als Editor an Maximilian Erlenweins Thriller Stereo mit, was ihm beim Deutschen Filmpreis eine Nominierung in der Kategorie Bester Schnitt einbrachte.
Sven Budelmann ist Mitglied der European Film Academy (EFA), der Deutschen Filmakademie, im Bundesverband Filmschnitt Editor (BFS) und der Deutschen Werbefilm Akademie (DWA).

## Filmografie

### Film und Fernsehen
- 1998: Kiss My Blood
- 2000: Einer ist immer dabei (Kurzfilm)
- 2000: Morituri Te Salutant (Kurzfilm)
- 2002: Baby
- 2002: Una (Kurzfilm)
- 2003: Ohne Titel 01 (Kurzfilm)
- 2004: Im Dunkeln (Kurzfilm)
- 2004: The Porter (Kurzfilm)
- 2006: Vineta
- 2006: Der Tag, an dem Sarah Gordon bei mir badete (Kurzfilm)
- 2007: Love Hurts (Kurzfilm)
- 2008: Nordwand
- 2009: Point of view (Kurzfilm)
- 2010: Goethe!
- 2012: Mutter muss weg (Fernsehfilm)
- 2013: Der Medicus
- 2014: Stereo
- 2015: Deutschland 83 (Fernsehserie, 5 Episoden)
- 2016: Winnetou – Der Mythos lebt (Fernsehdreiteiler)
- 2017: Dark (Fernsehserie, 1 Episode)
- 2018: Grüner wird’s nicht, sagte der Gärtner und flog davon
- 2019: Skylines (Fernsehserie, drei Folgen)
- 2019: Ich war noch niemals in New York
- 2020: Schatten der Mörder – Shadowplay (Fernsehserie, fünf Folgen)
- 2021: Schachnovelle
- 2021: Es ist nur eine Phase, Hase
- 2021: Fly
- 2022: ZERV – Zeit der Abrechnung (Fernsehserie, 1 Episode)
- 2022: Last Light – Wenn die Welt dunkel wird (Fernsehserie, 3 Episoden)
- 2022: Im Westen nichts Neues
- 2024: Helgoland 513

### Musikvideos (Auswahl)
- 1997: Rammstein – Du hast
- 1997: Novy vs Eniac – Superstar
- 1997: Joy Denalane – Was auch immer
- 1998: Joachim Witt / Peter Heppner – Die Flut
- 1998: VAST – Pretty When You Cry
- 1998: Da Hool – Mama Sweet
- 1998: Marius Müller-Westernhagen – Wieder hier
- 1998: Rammstein – Stripped
- 1999: Guano Apes – Don’t You Turn Your Back on Me
- 1999: Mr. X & Mr. Y – Viva La Revolution
- 1999: Garbage – The World Is Not Enough
- 2000: a-ha – Minor Earth, Major Sky
- 2000: H-Blockx – Ring of Fire
- 2000: Turntablerocker – A Little Funk
- 2000: The Pharcyde – Frontline
- 2001: Curse – Lass uns Freunde sein – Denk an mich
- 2003: Evanescence – Bring Me to Life
- 2003: Evanescence – Going Under
- 2003: Herbert Grönemeyer – Demo
- 2003: Madonna – American Pie
- 2003: Söhne Mannheims – Mein Name ist Mensch
- 2003: The Rasmus – In the Shadows
- 2003: Luciano Pavarotti – Il Canto
- 2004: Rammstein – Mein Teil
- 2004: Die Toten Hosen – Ich bin die Sehnsucht in dir
- 2004: Rosenstolz – Liebe ist alles
- 2004: Evanescence – Everybody’s Fool
- 2004: Anastacia – Sick & Tired
- 2004: Rammstein – Amerika
- 2007: Kosheen – Guilty
- 2007: Sido – Ein Teil von mir
- 2008: Deichkind – Arbeit nervt

## Auszeichnungen
British Academy Film Award
- 2023: Nominierung für den Besten Schnitt (Im Westen nichts Neues)